# Time II
Time II je drugi studijski album skupine Time. Album je izšel leta 1975 pri založbi PGP RTB.
Leta 1974 je Topić dvakrat prestajal zaporno kazen zaradi izmikanja služenja vojaškega roka. Med prestajanjem kazni je napisal večino skladb za Time II, ki ga je posnel skupaj z Asanovićem, Divjakom in kitaristom Dragom Jelićem, ki je v Ljubljani služil vojaški rok. Na plošči so se znašle skladbe »Alfa Romeo GTA«, »Dok ja i moj miš sviramo jazz«, »Živjeti slobodno«, balada »Da li znaš da te volim«, »Divlje guske« in »Balada o 2000«.
Time II je bil leta 1998 uvrščen na 52. mesto lestvice 100 najboljših jugoslovanskih rock in pop albumov v knjigi YU 100: najbolji albumi jugoslovenske rok i pop muzike.

## Seznam skladb
| A stran | A stran                                              | A stran |
| Št.     | Naslov                                               | Dolžina |
| ------- | ---------------------------------------------------- | ------- |
| 1.      | „Divlje guske‟ (Dado Topić/Desanka Maksimović)       | 7:08    |
| 2.      | „Balada o 2000‟ (Alberto Krasnić/Dado Topić)         | 5:28    |
| 3.      | „Da li znaš da te volim‟ (Dado Topić/arr. Dečo Žgur) | 6:06    |

| B stran | B stran                                      | B stran |
| Št.     | Naslov                                       | Dolžina |
| ------- | -------------------------------------------- | ------- |
| 1.      | „Alfa Romeo GTA‟ (Dado Topić)                | 3:39    |
| 2.      | „Dok ja i moj miš sviramo jazz‟ (Dado Topić) | 3:13    |
| 3.      | „Živjeti slobodno‟ (Dado Topić)              | 3:28    |

## Zasedba

### Time
- Dado Topić – vokal, bas kitara, akustična kitara
- Tihomir Pop Asanović – klaviature
- Ratko Divjak – bobni, konge

### Glasbena gosta
- Dragi Jelić – električna kitara
- Dabi Lukač – Moog, Mellotron